# جورج يلينك
جورج يلينك (بالألمانية: Georg Jellinek )‏ (و. 1851 – 1911 م) هو فيلسوف، وأستاذ جامعي، وعالم اجتماع، وقاضي من ألمانيا، والنمسا، ولد في لايبزيغ، وكان عضوًا في أكاديمية هايدلبرغ للعلوم والعلوم الإنسانية (منذ 1908)، توفي في هايدلبرغ، عن عمر يناهز 60 عاماً.

## مناصب
تولى منصب رئيس الجامعة، جامعة هايدلبرغ (منذ 1906).

## التعليم
تعلم في جامعة فيينا، وجامعة هايدلبرغ، وجامعة لايبتزغ.

## روابط خارجية
- جورج يلينك على موقع الموسوعة البريطانية (الإنجليزية)